# Coccoloba acrostichoides
Coccoloba acrostichoides là một loài thực vật có hoa trong họ Rau răm. Loài này được Cham. mô tả khoa học đầu tiên năm 1833.